# 조 로버츠
조 로버츠 (Joe Roberts, 1871년 2월 2일~1923년 10월 28일)는 미국 무성 영화 시대의 배우다. 버스터 키튼이 출연한 영화에서 주로 악당 역할로 나왔으며 《우리의 환대》를 찍고 뇌졸중으로 사망하였다.

## 출연 작품
- 세가지 시대 (1923)
- 사랑의 보금자리 (1923)
- 손님 접대법 (1923)
- 대장장이 (1922)
- 일렉트릭 하우스 (1922)
- 내 아내의 인간 관계 (1922)
- 북극 (1922)
- 백일몽 (1922)
- 하얀 얼굴 (1922)
- 경찰 (1922)
- 불운 (1921)
- 제물 (1921)
- 유령 들린 집 (1921)
- 극장 (1921)
- 이웃 (1920)
- 피고 13 (1920)
- 허수아비 (1920)
- 일주일 (1920)